# Ескино (Московская область)
Ескино — деревня в Щёлковском районе Московской области России, входит в состав городского поселения Фряново. Население — 39 чел. (2010).

## География
Деревня Ескино расположена на северо-востоке Московской области, в северо-восточной части Щёлковского района, у границы с Владимирской областью, примерно в 54 км к северо-востоку от Московской кольцевой автодороги и 40 км к северо-востоку от одноимённой железнодорожной станции города Щёлково, по правому берегу реки Мележи бассейна Клязьмы.
В 4 км северо-восточнее деревни проходит Московское большое кольцо А108, в 4 км к западу — Фряновское шоссе Р110, в 19 км к юго-западу — Московское малое кольцо А107, в 31 км к югу — Горьковское шоссе М7. Ближайшие населённые пункты — село Рязанцы, деревни Ерёмино и Могутово.
В деревне четыре улицы — Красная, Парковая, Полевая и Солнечная.
Связана автобусным сообщением с рабочим посёлком Фряново.

## Население
| 1852 | 1859 | 1869 | 1926 | 2002 | 2006 | 2010 |
| ---- | ---- | ---- | ---- | ---- | ---- | ---- |
| 85   | ↘81  | ↗98  | ↗159 | ↘43  | ↗46  | ↘39  |

## История
В середине XIX века относилась ко 2-му стану Богородского уезда Московской губернии и принадлежала подполковнику Наталье Александровне Исленьевой, крестьян было 43 души мужского пола и 42 души женского.
В «Списке населённых мест» 1862 года — владельческая деревня 2-го стана Богородского уезда Московской губернии по левую сторону Стромынского тракта (из Москвы в Киржач), в 35 верстах от уездного города и 37 верстах от становой квартиры, при реке Мележе, с 11 дворами и 81 жителем (40 мужчин, 41 женщина).
По данным на 1869 год — деревня Аксёновской волости 3-го стана Богородского уезда с 17 дворами, 18 деревянными домами и 98 жителями (39 мужчин, 59 женщин), из которых 2 грамотных. При деревне были хлебный запасный магазин и заведение по выделке обёрточной бумаги и политуры. Количество земли составляло 89 десятин, в том числе 32 десятины пахотной. Имелось 8 лошадей и 15 единиц рогатого скота.
В 1913 году — 20 дворов.
По материалам Всесоюзной переписи населения 1926 года — деревня Рязанцевского сельсовета Аксёновской волости Богородского уезда в 4 км от Фряновского шоссе и 38 км от станции Богородск Нижегородской железной дороги, проживало 159 жителей (76 мужчин, 83 женщины), насчитывалось 29 хозяйств (27 крестьянских).
С 1929 года — населённый пункт Московской области в составе:
- Глазуновского сельсовета Щёлковского района (1929—1954)[16],
- Рязанцевского сельсовета Щёлковского района (1954—1959, 1960—1963, 1965—1994)[17][18][19],
- Рязанцевского сельсовета Балашихинского района (1959—1960)[17][20],
- Рязанцевского сельсовета Мытищинского укрупнённого сельского района (1963—1965)[21],
- Рязанцевского сельского округа Щёлковского района (1994—2006, адм. центр)[19],
- городского поселения Фряново Щёлковского муниципального района (2006 — н. в.)[22][23].